# Aktinidin

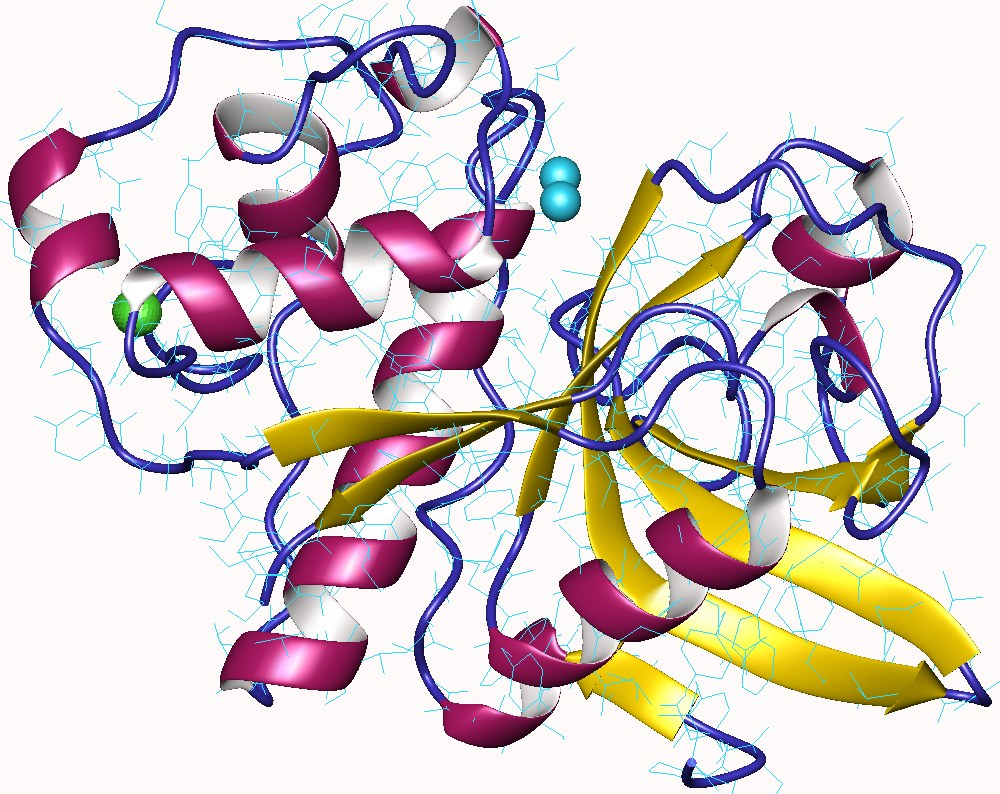
Aktinidin, Actinidia chinensis.

Aktinidin är ett enzym som finns i bland annat kiwi och banan. Det är en allergen, vilket innebär att det går att vara allergisk mot enzymet. Aktinidinet bryter ner vissa proteiner. För de som är allergiska mot aktinidinet innebär det att det bryter ned proteiner i personens mun.